# Squires extrakt
Squires extrakt var en patentmedicin som lanserades på 1840-talet av den engelske apotekaren Peter Squire. Preparatet innehöll cannabis och ansågs främst påskynda värkarbetet vid förlossningar. Medicinen påstods också i likhet med den tidens övriga patentmediciner hjälpa mot aptitlöshet, sömnsvårigheter, migrän, ofrivilliga ryckningar, hosta och menssmärtor. Dessutom skulle den kunna användas vid behandling av morfinister och alkoholister.